# Frigg
În mitologia nordică, Frigg este soția lui Odin mama lui Baldr, Hod și Wecta, zeița cerului, a mariajului și a fidelității. Puternică și tăcută, ea domnește pe tronul Hildskialf alături de Odin, tron de pe care se vede întregul univers. Frigg cunoaște destinul oamenilor și al zeilor, însă nu dezvăluie nimănui profeția sa. Pentru a preveni moartea fiului ei, Baldur, Frigg face înțelegere cu toate forțele naturii pentru ca acestea să nu-l omoare, însă uită vâscul. Mesagerul lui Frigg este Gna.
Acest articol referitor la mitologia nordică  este deocamdată un ciot. Puteți ajuta Wikipedia prin completarea lui!
1. ↑  Dicționarul Enciclopedic Brockhaus și Efron[*] Verificați valoarea |titlelink= (ajutor)
2. ↑  IeSBE / Baldur[*] Verificați valoarea |titlelink= (ajutor)